# Battle Hymns of the Race War
Batte Hymns of the Race War är en 10" vinylskiva med den amerikanska punkgruppen Born Against som släpptes 1993. Den har återutgivits år 2003 tillsammans med skivan Nine Patriotic Hymns for Children under samlingsnamnet Patriotic Battle Hymns av skivbolaget Kill Rock Stars. Vinylskivan har även den återutgetts som en 12" vinyl av skivbolaget Prank. Skivan var ursprungligen tänkt att vara Born Against andra LP.

## Låtlista
1. Murder the Sons of Bitches
2. Mt. Dew
3. Footbound and Hobbled
4. This Trash Should've Been Free
5. Poland
6. Sendero
7. Set Your AM Dial for White Empowerment
8. Intermission
9. Born Against Are Fucking Dead
10. Whopper of a Tale